# Esferas de Klerksdorp

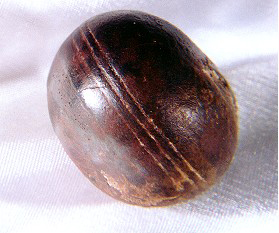
Uma esfera de Klerksdorp. Tem 3 a 4 centímetros de diâmetro máximo e 2,5 centímetros de espessura

As esferas de Klerksdorp são pequenos objetos, geralmente esféricos a em forma de disco, que foram coletados por mineradores e caçadores de rochas de depósitos de pirofilita de três bilhões de anos extraídos pela Wonderstone Ltd., perto de Ottosdal, África do Sul. Eles foram citados por pseudocientistas e repórteres em livros, artigos populares, e muitas páginas da rede como artefatos inexplicáveis fora do lugar que só poderiam ter sido fabricados por seres inteligentes. Os geólogos que estudaram esses objetos concluíram que os objetos não são fabricados, mas sim o resultado de processos naturais.